# Il Muzio Scevola
Il Muzio Scevola (HWV 13) ist eine 1721 in London uraufgeführte Oper (Dramma per musica) in drei Akten mit Musik von Filippo Amadei (1. Akt), Giovanni Bononcini (2. Akt) und Georg Friedrich Händel (3. Akt).

## Entstehung
Nach der Gründung der Royal Academy of Music (der sogenannten ersten Opernakademie) im Jahre 1719 und Händels erstem kompositorischen Beitrag dafür, dem Radamisto im Folgejahr, gab es zu Beginn der zweiten Spielzeit, die von November 1720 bis Juli 1721 ging, zunächst eine Wiederaufnahme des Radamisto, während die Planungen der Operndirektion für ein ungewöhnliches Projekt Gestalt annahmen: Vermutlich aus Gründen der Zeitersparnis sollte eine Oper, Il Muzio Scevola, an gleich drei Komponisten vergeben werden. Dafür wurde der Text von Paolo Antonio Rolli per Losentscheid aktweise aufgeteilt, und jeder Komponist durfte für seinen Akt eine eigene Ouvertüre schreiben. Der erste Akt fiel auf Filippo Amadei, genannt „Pippo“ (auch unter dem Namen Filippo Mattei bekannt), den ersten Violoncellisten am Haymarket-Theatre, der zweite auf Giovanni Bononcini und den dritten bekam Händel, „… qui l’a emporté haut à la main“ („… der mit Leichtigkeit über die beiden anderen triumphierte“, so der Kammerherr des Prince of Wales, Friedrich Ernst von Fabrice). Diese merkwürdig anmutende Lösung befeuerte freilich die schon ohnehin vorhandene Konkurrenz zwischen den Komponisten der Opernakademie und spitzte die Situation im weiteren Verlauf der Spielzeit noch zu. Einige Musikliebhaber zogen Bononcinis leichteren, eher italienischen Stil mit geradlinigen Melodien Händels gewichtigerer Musik vor. Diese Rivalität inspirierte den Schriftsteller John Byrom zu diesem Epigramm: 
| Some say, compar’d to Bononcini That Mynheer Handel’s but a Ninny Others aver, that he to Handel Is scarcely fit to hold a candle Strange all this Difference should be Twixt Tweedle-dum and Tweedle-dee! | Es spricht des Bononcin’s Partei, Dass Händels Wirken nichtig sei; Und Händels Haufen schwört sodann, Dass der ihm’s Licht nicht halten kann: Was für ein Lärm, welch ein Geschrei Um Dideldum und Dideldei! |

## Libretto
Alle Versuche, die möglicherweise von Paolo Antonio Rolli für sein Libretto benutzte Vorlage zu finden, schlugen bislang fehl. Der Stoff freilich war sehr populär, seit Nicolò Minato Il Mutio Scevola 1665 mit Musik von Francesco Cavalli in Venedig herausgebracht hatte. Weitere Bearbeitungen entstanden von den Dichtern Silvio Stampiglia und Agostino Piovene. Auch Händel kam wohl in Hamburg mit dem Stoff schon zusammen, da Friedrich Christian Bressand einen deutschen Text geschrieben hatte, der auch schon von Reinhard Keiser 1695 und Johann Mattheson 1702 in Musik gesetzt und dort aufgeführt worden war.
Vielleicht verfasste Rolli also sein Libretto nur anhand der von Titus Livius verfassten Originalquelle des Stoffes: Ab urbe condita. Jedenfalls markierte er sich die Textstellen, welche er aus Livius’ historischer Quelle direkt übersetzte, unter anderem die Rede des Horatius Cocles, der 507 v. Chr alleine die nach Rom führende Brücke über den Tiber gegen die Etrusker verteidigt haben soll, während die Römer die Brücke hinter ihm abrissen. Mit Hilfe der Götter erreichte er, in voller Rüstung schwimmend, das andere Ufer und gelangte sicher nach Rom.

„‚Tiberine pater,‘ inquit, ‚te sancte precor, haec arma et hunc militem propitio flumine accipias.‘“

„‚Vater Tiberinus,‘ rief er, ‚ich bitte dich ehrfurchtsvoll, nimm diese Waffen und diesen Krieger in deinem Strome gnädig auf!‘“

Rolli lässt den lateinischen Originaltext beinahe unberührt und formt bei der Übersetzung ins Italienische daraus eine dramatisch wie metrisch überzeugende Arie, die so viel Gewicht hat, dass sie einen würdigen Abschluss des ersten Aktes bildet:
| O Padre Tevere! O santo Nume! Tu con propizio Amico fiume quest’armi accogli, questo guerrier. | O Vater Tiber! O heilige Gottheit! Nimm du, Freund Fluss, mit Gewogenheit diese Waffen an, diesen Krieger.“ |

Wie schon bei der Brückenverteidigung des Horatius Cocles bedient sich Livius beim Schreiben auch der mutigen Taten des Gaius Mucius Scaevola und Cloelias, um den römischen Tugenden wie Treue, Siegeswille, Todesverachtung und Tapferkeit den gebührenden Platz in seinem Werk einzuräumen. Rolli arbeitete diese Geschichten ebenso in seine Opernhandlung ein wie die von Lars Porsenna, dem König des etruskischen Clusium, der nach dem Sturz des römischen Königs Tarquinius Superbus (510 v. Chr.) auf Rom vorrückte und die Stadt belagerte (508 v. Chr.), um den Thron für den Vertriebenen zurückzugewinnen. Seine Bewunderung und seinen Einsatz für die Römer erklärt Rolli mit seiner Liebe zu Cloelia. Die zentrale Szene, in der Scaevola vor den Augen Porsennas seine rechte Hand in eine offene Flamme streckt und diese verbrennt, ohne dass Scaevola sich die Schmerzen anmerken lässt, ist wörtlich aus Livius übersetzt. Von den sieben Personen des Librettos sind fünf bei Livius erwähnt, lediglich Porsennas Tochter Irene und ihre Vertraute Fidalma sind von Rolli erfunden.
Händel komponierte den dritten Akt der Oper im März 1721. Am Ende vermerkt er in seiner Partitur: „Fine. G.F.H.|London March 23. 1721.“ Im Gegensatz zum im Händel-Werke-Verzeichnis von Bernd Baselt angegebenen Theatre Royal Covent Garden als Ort der Uraufführung fand diese am 15. April 1721 aber wie gewohnt im King’s Theatre am Haymarket statt. Das Covent Garden Theatre wurde erst 1732 eröffnet.
Besetzung der Uraufführung:
- Muzio Scevola – Francesco Bernardi, genannt „Senesino“ (Mezzosopran, Kastrat)
- Clelia – Margherita Durastanti (Sopran)
- Larte Porsenna – Giuseppe Maria Boschi (Bass)
- Irene – Anastasia Robinson (Alt)
- Fidalma – Maria Maddalena Salvai (Sopran)
- Orazio – Matteo Berselli (Sopran, Kastrat)
- Lucio Tarquinio – Caterina Galerati (Sopran)

In dieser Saison wurde Il Muzio Scevola bis zum 7. Juni zehnmal gespielt und in der übernächsten Spielzeit 1722/23 für drei Vorstellungen nochmals in den Spielplan aufgenommen. Dafür wurde Fidalmas Rolle gestrichen und die Partie des Lucio Tarquinio für eine Bass-Stimme eingerichtet. Die von Otto Erich Deutsch gemachten Angaben über drei Aufführungen im November 1721 stellen einen Irrtum in der Jahreszahl dar: Gemeint sind die gleichen Aufführungen, die aber tatsächlich im November 1722 stattfanden.
Im Januar 1723 führte es Georg Philipp Telemann an der Hamburger Gänsemarktoper unter dem Titel Mutius Scaevola sechsmal mit einem rein deutschsprachigen, allegorischen Prolog von Reinhard Keiser auf, während die drei Akte der Oper in für das Hamburger Theater ungewohnter Weise, nämlich nur auf Italienisch, präsentiert wurden.
Die erste moderne Inszenierung in einer deutschen Textfassung von Rudolf Steglich fand am 9. Juni 1928 in Essen unter der musikalischen Leitung von Rudolf Schulz-Dornburg statt. Allerdings wurde hier nur der Händel’sche dritte Akt (zusammen mit Johann Sebastian Bachs Dramma per musica Der Streit zwischen Phoebus und Pan BWV 201) aufgeführt.
In gekürzter Form (Fassung: Anthony Ford) waren alle drei Akte am 23. November 1977 in Oxford zu hören. Die musikalische Leitung hatte dabei Denis Midgley Arnold.
Die erste konzertante Aufführung des Aktes von Händel (mit Ausschnitten aus Bononcinis zweitem Akt) in historischer Aufführungspraxis wurde am 5. Oktober 1992 in der Merkin Concert Hall in New York mit dem Brewer Baroque Chamber Orchestra unter der Leitung von Rudolph Palmer in Zusammenhang mit der unten erwähnten CD-Produktion gegeben.
Dass es lange keine Gesamtaufführung der Partitur gab, wurde mit der sehr unterschiedlichen kompositorischen Qualität der drei Akte erklärt. Am 12. September 2021 erklang das ganze Werk im Mozartsaal der Stuttgarter Liederhalle, ergänzt um den deutschsprachigen Prolog von 1723. An die Stelle von Reinhard Keisers verschollener Vertonung des Prologtextes trat eine Neukomposition im alten Stil von Thomas Leininger. Das Stuttgarter Ensemble „il Gusto Barocco“ spielte unter seinem Leiter Jörg Halubek.

## Handlung

### Historischer und literarischer Hintergrund
Im „Argomento“ („Vorbemerkung“) des gedruckten Librettos bezieht sich Rolli auf das 2. Buch, Kapitel 10–13, von Titus Livius’ umfassendem römischen Geschichtswerk Ab urbe condita (Von der Gründung der Stadt an). Die darin beschriebenen Ereignisse aus der mythologischen Frühgeschichte Roms bilden den historischen Hintergrund für die erfundene Liebesgeschichte zwischen Muzio Scevola und Clelia (die bei Livius nichts weiter miteinander zu tun haben, als beide Gefangene des Porsenna gewesen zu sein): die Verbannung des letzten römisch-etruskischen Königs Tarquinius Superbus im Jahre 509 v. Chr., welche das Ende der Königsherrschaft in Rom und den Beginn der römischen Republik markiert, und der Versuch Porsennas im Jahre 508 v. Chr., Rom für den tyrannischen Tarquinius Superbus zurückzuerobern.

### Erster Akt
Aufgrund seines langjährigen Machtmissbrauchs wurde der etruskische Tyrann Tarquinio vom römischen Thron abgesetzt und vertrieben. Er verbündete sich mit Porsenna, König des benachbarten Etrurien, um mit ihm gemeinsam Rom zurückzuerobern und seine Macht wiederherzustellen. Außerdem möchte er Porsennas Tochter, Prinzessin Irene, zur Frau haben. Ein Versuch Porsennas, die Wiedereinsetzung Tarquinios auf dem Verhandlungswege mit dem Römer Orazio zu erreichen, schlägt fehl. Der Krieg ist unausweichlich. Porsenna geht ab. Indes hält Irene Orazio auf. Da sie Tarquinio verabscheut und kein Interesse an einer Eheschließung mit ihm hat, sichert sie Orazio ihre Hilfe im Kampf gegen die Etrusker zu. Wie ihre Vertraute Fidalma sogleich feststellt, hat sich Irene auf den ersten Blick in den jungen römischen Offizier verliebt. Auch Orazio ist von ihrer Schönheit beeindruckt.
Wegen des bevorstehenden Krieges gegen die Etrusker hält Muzio auf dem Forum Romanum eine Ansprache an seine Soldaten. Auch seine Geliebte Clelia versichert, die Freiheit Roms verteidigen zu wollen. Daraufhin erhält sie von Muzio den Auftrag, gemeinsam mit den anderen römischen Jungfrauen den Janushügel zu verteidigen. Als ein Trompetensignal den nahenden Kampf ankündigt, fleht Clelia zu den Göttern, dass sie ihrem Helden beistehen mögen.
In einem Feldlager außerhalb Roms bereitet sich Porsenna auf den bevorstehenden Sturm der Stadt vor. Als Irene versucht, ihn vor der Überlegenheit des römischen Heeres zu warnen, wehrt Porsenna ab und erklärt, er sei seiner Sache sicher.
In der Nähe des Pons Sublicius – der Brücke über den Tiber – wird Clelia, in einer Soldatenrüstung nicht zu erkennen, von Porsenna überrascht, der sie für einen feindlichen Krieger hält. Es kommt zum Duell, bei dem Clelia ihren Helm verliert und Porsenna die Frau erkennt. Er verliebt sich augenblicklich in sie und will, um ihrer schönen Augen willen, den Krieg gegen Rom sofort beenden. Clelia zeigt sich beeindruckt von seinen edlen Worten, als Muzio erscheint und sie in die Stadt zurückschickt, da es auf dem Schlachtfeld zu gefährlich für sie sei. Nicht ohne Widerspruch macht sich Clelia dennoch auf den Weg.
Orazio erscheint mit der Mitteilung, dass die Etrusker weit vorgerückt seien und nun schon Rom bedrohen würden. Er schickt Muzio fort, der die Verteidigungslinien wieder schließen soll. Orazio bleibt mit nur zwei Gefährten zurück, um im Alleingang die Brücke zu verteidigen. Gegen eine weit höhere Anzahl eindringender Etrusker gelingt es ihm, sie von der Brücke fernzuhalten, während die Römer die Brücke hinter ihm abreißen, um den Feinden die Überquerung des Tiber unmöglich zu machen. Dann springt Orazio in den Fluss und gelangt schwimmend ans andere Ufer.

### Zweiter Akt

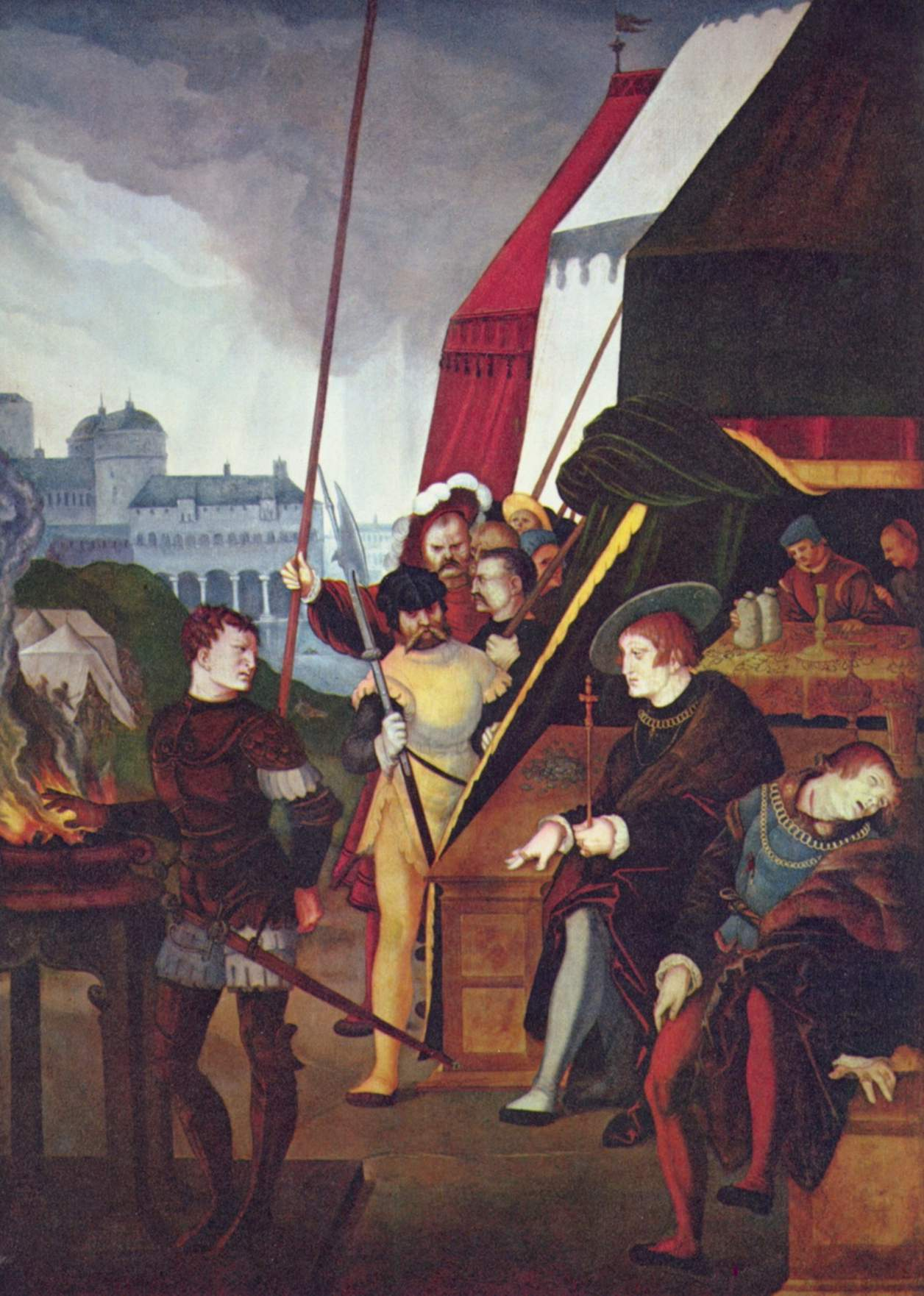
Mucius Scaevola vor Porsenna. Hans Baldung, 1531

Während sich Irene um Orazio sorgt, erscheint Fidalma mit der Nachricht seiner glücklichen Rettung. Irene bittet daraufhin ihren Vater, den grausamen Tarquinio und die Etrusker nicht weiter zu unterstützen. Das macht Porsenna nachdenklich, wenn auch seine Gedanken vorwiegend bei Clelia sind.
Der junge römische Heerführer Muzio ist nun bestrebt zu beweisen, dass er mutig genug ist, sein Leben für Rom zu riskieren. Er preist Orazios Mut und setzt diesen gleichzeitig davon in Kenntnis, dass er als Etrusker verkleidet ins Lager des Feindes gehen will, um Porsenna zu ermorden. Während ihn Orazio gehen lässt, nicht ohne sich um Irenes Schicksal zu sorgen, hält Clelia ihn voller Angst zurück. Muzio aber ist entschlossen, jede noch so große Gefahr auf sich zu nehmen, wenn sie denn der Freiheit Roms dient.
König Tarquinio erscheint mit mehreren Würdenträgern auf einer Rednerbühne, um eine Ansprache an seine Truppen zu richten. Dabei fordert er den zögernden Porsenna auf, endlich in Rom einzumarschieren. Als Tarquinio gegangen ist, will Porsenna einige Soldaten für ihre Tapferkeit auszeichnen. Darunter ist auch der als Etrusker verkleidete Muzio. Dieser kennt aber Porsenna nicht und ersticht die falsche Person. Nachdem Porsenna ihn festgenommen hat, verhört er ihn, und Muzio verkündet stolz, dass er bereit sei für die Freiheit Roms zu sterben, und sich vor keinen körperlichen Schmerzen fürchte. Als Porsenna ihm mit dem Scheiterhaufen droht, lässt Muzio seine rechte Hand demonstrativ im Feuer eines Opferaltars verbrennen, ohne sich Schmerzen anmerken zu lassen. Seitdem trägt er mit seiner Familie den Namen „Scevola“ („Linkshänder“). Porsenna ist vom Mut des jungen Mannes so beeindruckt, dass er ihm die Freiheit schenkt. Daraufhin bietet Muzio ihm seine Freundschaft an und weiht ihn in die Pläne der Römer ein.
Clelia ist um ihren Geliebten Muzio in großer Sorge, als dieser mit etruskischer Eskorte kommt und erzählt, was geschehen ist. Clelia möchte die Kämpfe nicht nur den Männern überlassen, sondern sie führt Truppen selbst in die Schlacht, um Tarquinio anzugreifen und zu töten. Sie scheitert aber an Porsenna, der sie und auch Orazio gefangen nimmt und den Römern einen Waffenstillstand anbietet, wenn Clelia seine Frau wird. Als Unterhändler soll Muzio nach Rom geschickt werden, Orazio und Clelia aber bleiben gefangen bei den Etruskern. So müssen sich Muzio und Clelia vorerst trennen und verabschieden sich voller Hoffnung und Liebe.

### Dritter Akt
Porsenna bietet nun seiner reizenden Gefangenen die Ehe an. Zwar zögert sie, weist ihn aber mit dem Hinweis, dass sie einen anderen liebe, zurück. Da Porsenna nicht weiß, wer der „Andere“ ist, bittet er Muzio um Hilfe, um Clelia für sich zu gewinnen. Dies trifft Muzio ins Mark, aber er fühlt sich durch die Freundschaft verpflichtet, Porsenna zu helfen, obwohl es um seine Geliebte geht. Verbittert über den leichtfertigen Verzicht auf ihre Liebe, ist Clelia bereit, sich nun vollends für Rom zu opfern und Porsenna zu heiraten.
Am Ufer des Tibers erwartet Clelia Porsenna und Muzio, die sie mit einem Brief einbestellt hat. Aber ehe beide bei ihr sind, stürzt sie sich in den Tiber und erreicht schwimmend das sichere römische Ufer. Clelias Flucht macht Porsenna wütend, und er verlangt von Muzio, dass er sie zurückholt. Muzio schlägt vor, Porsenna solle sein Friedensangebot vor dem römischen Senat wiederholen und Clelia zurückverlangen. Er willigt ein. Nachdem diese gegangen sind, erscheinen Irene und Fidalma, die nun von Tarquinio überfallen werden. Beim Versuch, sich Irene mit Gewalt zu nehmen, wird er von Orazio in die Flucht geschlagen. Gemeinsam mit Irene bricht Orazio nach Rom auf.
Muzio begleitet Porsenna nun zum Senat. Auf dem Kapitol treffen sie Clelia, die noch immer wütend über den vermeintlichen Verrat Muzios ist: sie ist nun bereit, Porsenna zu heiraten. Aber Porsenna hat erkannt, dass sich Muzio und Clelia wirklich lieben, und verzichtet auf sie. Als Porsenna schließlich von Irene und Orazio die ganze Wahrheit darüber erfährt, was Tarquinio für ein Schurke ist, beschließt er, nun einen bedingungslosen Waffenstillstand mit Rom zu unterzeichnen. Auch einer Vermählung seiner Tochter Irene, als etruskischer Thronfolgerin, mit dem Römer Orazio gibt er seine Zustimmung. Alle feiern den glücklichen Ausgang.

## Musik

Die Komponisten
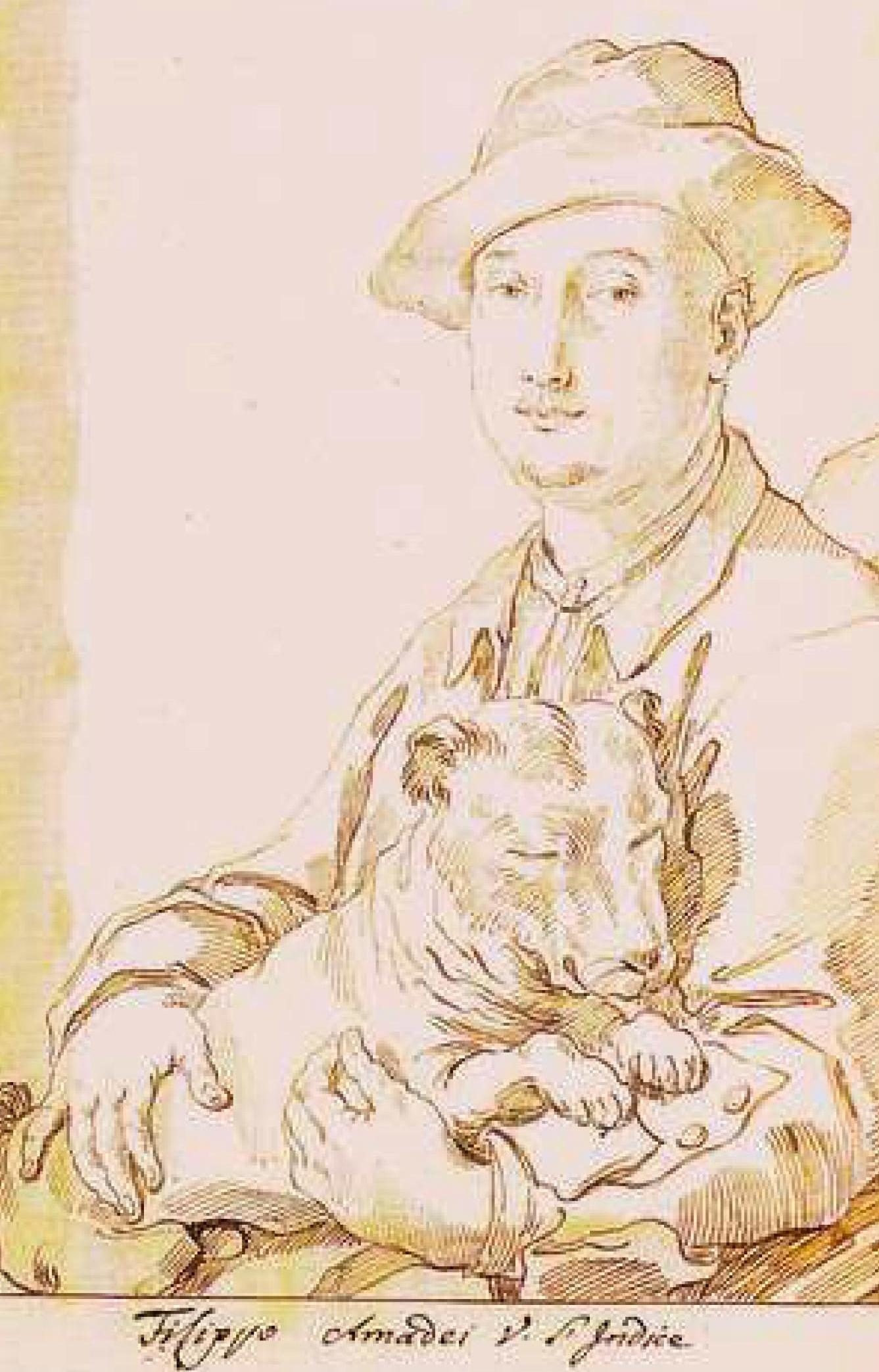
Der 46-jährige Amadei, „Pippo“ genannt, komponierte den 1. Akt
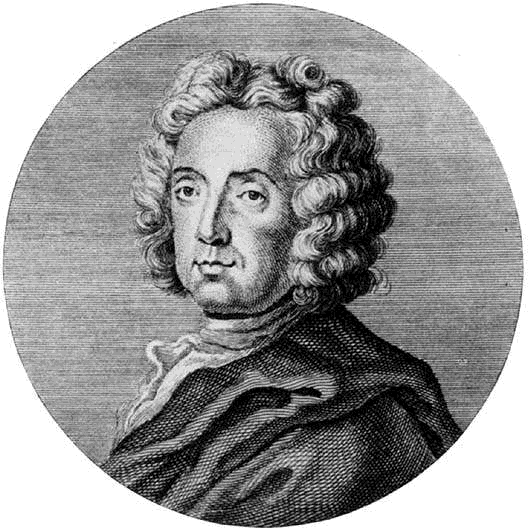
Bononcini, 51 Jahre alt, schrieb den 2. Akt
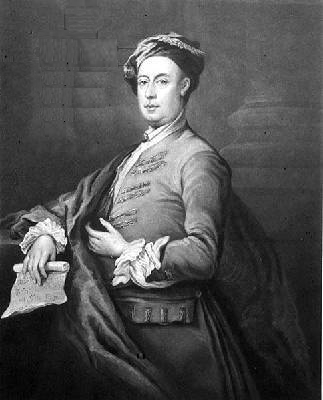
Die Musik des 3. Aktes stammt vom 36-jährigen Händel
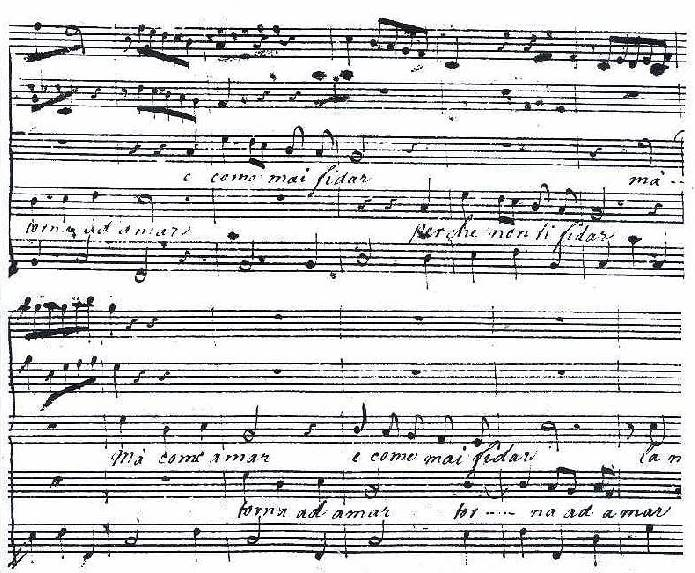
Autograph des Duetts von Clelia und Muzio „Ma come amar/Torna ad amar“

Händels dritter Akt ist überschrieben: Ouverture pour Act 3 de Muzio und besteht aus einer Ouvertüre in französischem Stil, zwölf Arien, einem Duett, drei Accompagnati, einer Sinfonia und dem für das Solistenensemble gedachten Schlusschor.
Das thematische Material der Arie A chi vive de speranza (Nr. 12) entlehnte Händel der Oper Porsenna seines alten Freundes und Rivalen aus Hamburger Zeiten Johann Mattheson. Dieser verweist darauf in seiner Critica musica (1722):

„In der Opera Porsenna, von meiner composition, so wie dieselbe vor 20. Jahren hier aufgeführt / und von Händeln / unter meiner Direction, accompagnirt ward / befindet sich eine Aria, deren Anfangs=Worte heissen: Diese Wangen will ich küssen. Es kann wohl seyn / daß Händel die Melodie nicht uneben gefallen haben mag, denn er hat nicht nur in seiner Agrippina, so wie sie in Italien hervorgekommen; sondern auch in einer andern neuen Opera, die jüngst in Engelland gemacht worden / und von Mutio Scaevola handelt / eben dieselbe modulation, fast Note vor Note / erwehlet.“

In der gleichen Schrift gibt er auch den Hinweis, dass die Musik der Arie Lungo pensar e dubitar (Nr. 1) auf Antonio Lottis Arie Bramo aver, per più goder aus dessen Oper Giove in Argo (1717) zurückgeht.
Obwohl die Oper komplett in der Urschrift der drei Komponisten überliefert ist, wurde sie in der Neuzeit bislang nur ein einziges Mal 1977 in Oxford, wenn auch gekürzt, mit allen drei Akten aufgeführt. Die Musik des ersten Aktes von Amadei erklang also erst einmal wieder, während Bononcinis zweiter Akt schon einige Male zu hören war. Auf der bislang einzigen CD-Produktion (1991) ist auch dieser allerdings nur ausschnittsweise enthalten. Insofern kann man vermuten, dass der Höfling Friedrich Ernst von Fabrice (siehe oben) die qualitativen Unterschiede der drei Akte richtig eingeschätzt hat.

## Struktur der Oper

### Dritter Akt
Ouverture (2 Ob, Fg, Str, BC)
| Scena I    | Recitativo. Porsenna, Clelia                                                                |
|            | 1. Aria. Clelia (2 Ob, 2 Vl, BC) Lungo pensar e dubitar                                     |
| Scena II   | 2. Recitativo accompagnato. Porsenna, Muzio (Str, BC) Eccessi di virtù / Soavi affetti miei |
| Scena III  | Recitativo. Clelia, Muzio Pensoso, a passo lento                                            |
|            | 3. Aria. Muzio (2 Ob, 2 Vl, BC) Pupille sdegnose! Sareste pietose                           |
|            | 4. Recitativo accompagnato. Clelia Io d’altro regno                                         |
|            | 5. Aria. Clelia (2 Ob, 2 Vl, BC) Dimmi, crudele Amore                                       |
| Scena IV   | Recitativo. Muzio, Porsenna Chi mai piu giusto sdegno                                       |
|            | 6. Aria. Porsenna (Ob, Fg, Vc, Str, BC) Volate più dei venti                                |
|            | Recitativo. Muzio                                                                           |
|            | 7. Aria. Muzio (2 Vl, BC) Il confine della vita                                             |
| Scena V    | Recitativo. Fidalma, Irene Mio cor, pria ti ricorda                                         |
|            | 8. Aria. Fidalma (2 Ob, Str, BC) Non ti fidar, perché il desire                             |
| Scena VI   | Recitativo. Orazio, Irene L’alto dovere alla mia patria                                     |
|            | 9. Aria. Orazio (Str, BC) Come, se ti vedrò                                                 |
|            | Recitativo. Irene Oh, come passi al core                                                    |
|            | 10. Aria. Irene (2 Ob, Str, BC) Con lui volate, dolci pensieri                              |
| Scena VII  | Recitativo. Clelia, Porsenna, Muzio Già m’udiste, oh compagne                               |
|            | 11. Aria. Muzio (2 Ob, Str, BC) Spera, che tra le care                                      |
| Scena VIII | 12. Aria. Fidalma (2 Ob, Str, BC) A chi vive di speranze                                    |
| Scena IX   | Recitativo. Irene, Fidalma, Tarquinio Ahi, che pur troppo e ver!                            |
|            | 13. Aria. Irene (2 Ob, Str, BC) Ah dolce nome!                                              |
| Scena X    | 14. Sinfonia. (2 Trp, 2 Hr, 2 Ob, Str, BC)                                                  |
|            | Recitativo. Orazio, Irene Lasciate d'inseguir                                               |
|            | 15. Duetto. Orazio, Irene (Str, BC) Vivo senza alma, oh bella / Ma quell’ amore, oh caro    |
| Scena XI   | Recitativo. Muzio, Porsenna, Clelia Piene di lor contento                                   |
|            | 16. Duetto. Clelia, Muzio (2 Vl, BC) Ma come amar? / Torna ad amar                          |
| Scena XII  | Recitativo. Orazio, Irene, Porsenna Dono d'alta fortuna                                     |
|            | 17. Recitativo accompagnato. Porsenna, Muzio (Str, BC) Su quell’ara fumante                 |
|            | Recitativo. Porsenna, Orazio, Irene, Clelia, Muzio Unica erede e del mio regno              |
|            | 18. Coro. (2 Trp, 2 Ob, 2 Hr, Str, BC) Sì sarà più dolce amore con la cara liberta!         |

## Orchester (Dritter Akt)
Zwei Oboen, Fagott, zwei Trompeten, zwei Hörner, Streicher, Basso continuo (Violoncello, Laute, Cembalo).

## Diskografie
- Newport Classic NPD 85540-2 (1991): D’Anna Fortunato (Muzio), Julianne Baird (Clelia), John Ostendorf (Porsenna), Jennifer Lane (Irene), Andrea Matthews (Fidalma), Erie Mills (Orazio), Frederick Urrey (Tarquinio)

Brewer Baroque Chamber Orchestra; Dir. Rudolph Palmer (92 min, Teile des 2. Aktes, 3. Akt)